# Casilda (Argentinië)
Casilda is een plaats in het Argentijnse bestuurlijke gebied Caseros in de provincie Santa Fe. De plaats telt 31.127 inwoners.

## Geboren
- Agustín Magaldi (1898-1938), tangozanger en componist
- Jorge Griffa (1935-2024), voetballer
- Marcelo Trobbiani (1955), trainer en voetballer
- Horacio Pagani (1955), autobouwer en oprichter van Pagani Automobili
- Jorge Sampaoli (1960), trainer en voetballer
- Javier Bulfoni (1976), basketballer
- Emanuel Villa (1982), voetballer
- Franco Armani (1986), voetballer (doelman)
- Julián Magallanes (1986), voetballer
- Damián Musto (1987), voetballer